# Zamek biskupów płockich w Broku

Rekonstrukcja pałacu w Broku na podstawie opracowania z 2023 roku.

Zamek biskupów płockich w Broku – pozostałości barokowego zamku biskupiego z 1 połowy XVII wieku znajdujące się w mieście Brok, w województwie mazowieckim.

## Historia
Zamek, a właściwie letni pałac, został wybudowany w latach 1617–1624 przez biskupa Henryka Firleja, w pobliżu wcześniejszej drewnianej budowli, spalonej w 1605 roku. Murowany pałac zbudowano na naturalnym wzniesieniu w widłach rzek Turek i Bug, jednak przypuszczalnie rezydencja nie posiadała żadnych urządzeń obronnych. W zamku do czasów rozbiorów rezydowali wiosną i latem biskupi płoccy. W pałacu przebywali poeta Maciej Kazimierz Sarbiewski, pisarz Stanisław Łubieński. Od 1652 w pałacu w Broku pod opieką księdza Jana Chryzostoma Fabriciusa uczył się jako dziecko Michał Korybut Wiśniowiecki.  
W czasie Potopu szwedzkiego pałac został obrabowany, ale nie zniszczony, natomiast kolejny raz wojska szwedzkie uszkodziły budynek na początku XVIII wieku podczas III wojny północnej. Obiekt wyremontował w 1716 roku biskup Ludwik Bartłomiej Załuski, co upamiętnił tablicą nad wejściem. W 2 połowie XVIII wieku odnotowano zarysowanie murów. Około 1770 roku sporządzono pierwszy zachowany do dzisiaj rysunek pałacu. Opuszczony i zrujnowany pałac w 1822 roku został upaństwowiony i oddany w dzierżawę. W 1831 roku spłonęły dachy podczas jednej z zabaw. W 1851 roku w kaplicy mieszkał ogrodnik, a w głównym skrzydle były mieszkania, chlew a następnie fabryka. W połowie XIX wieku dokonano częściowej rozbiórki murów. W 2 połowie XIX wieku właścicielem obiektu był Władysław Rozbicki. W marcu 1910 roku pałac oglądała komisja Polskiego Towarzystwa Krajoznawczego Oddział w Łomży. W kwietniu 1910 roku na polecenie właściciela obiektu młynarza Mórawskiego został rozebrany korpus pałacu, w związku z czym do dzisiaj zachowały się trzy ściany wieży i fundamenty.  
W latach 1955–1957 wykonano prace zabezpieczające pałacu. W latach 1983–1984 przeprowadzono badania archeologiczne. 
W kościele w Broku znajduje się marmurowa tablica z 1716 r., która była umieszczona nad wejściem do pałacu, z napisem: „Ante istas fores l Quisquis antea fores / Vidisses inter favillas / hoc palatium, civitatem et villas”.

## Architektura
Korpus główny – dwukondygnacyjny wczesnobarokowy pałac miał plan prostokąta ok. 13 x 41,5 m. Korpus główny pałacu był zwieńczony widokowym belwederem. Na parterze rezydencji w jej osi znajdowała się sień, z której z jednej strony przechodziło się do czterech ogrzewanych piecami i kominkami pokoi biskupa, a z drugiej do podpiwniczonej izby stołowej i dwóch pomieszczeń zwanych "skarbcami". Z sieni wchodziło się także do kaplicy i do wieży mieszczącej klatkę schodową. Na piętrze znajdowała się sień, sala reprezentacyjna z ośmioma oknami oraz z drugiej strony sieni cztery pokoje. 
Kaplica - Od strony wschodniej do pałacu przylegała kaplica na planie czworoboku z półkolistą absydą, Kaplica we wnętrzu ozdobiona była obrazem św. Antoniego i sztukateriami, a pokryta była dachówką. 
Wieża - Do kaplicy przylegała wieża, w której znajdowała się klatka schodowa łącząca poszczególne piętra. Wieża była zwieńczona belwederem i kopułą z blachy. Klatką schodową można było wspiąć się wyżej na belweder na wieży określony jako "siedzenie letnie". 

## Galeria
- W prawym górnym rogu pałac w Broku

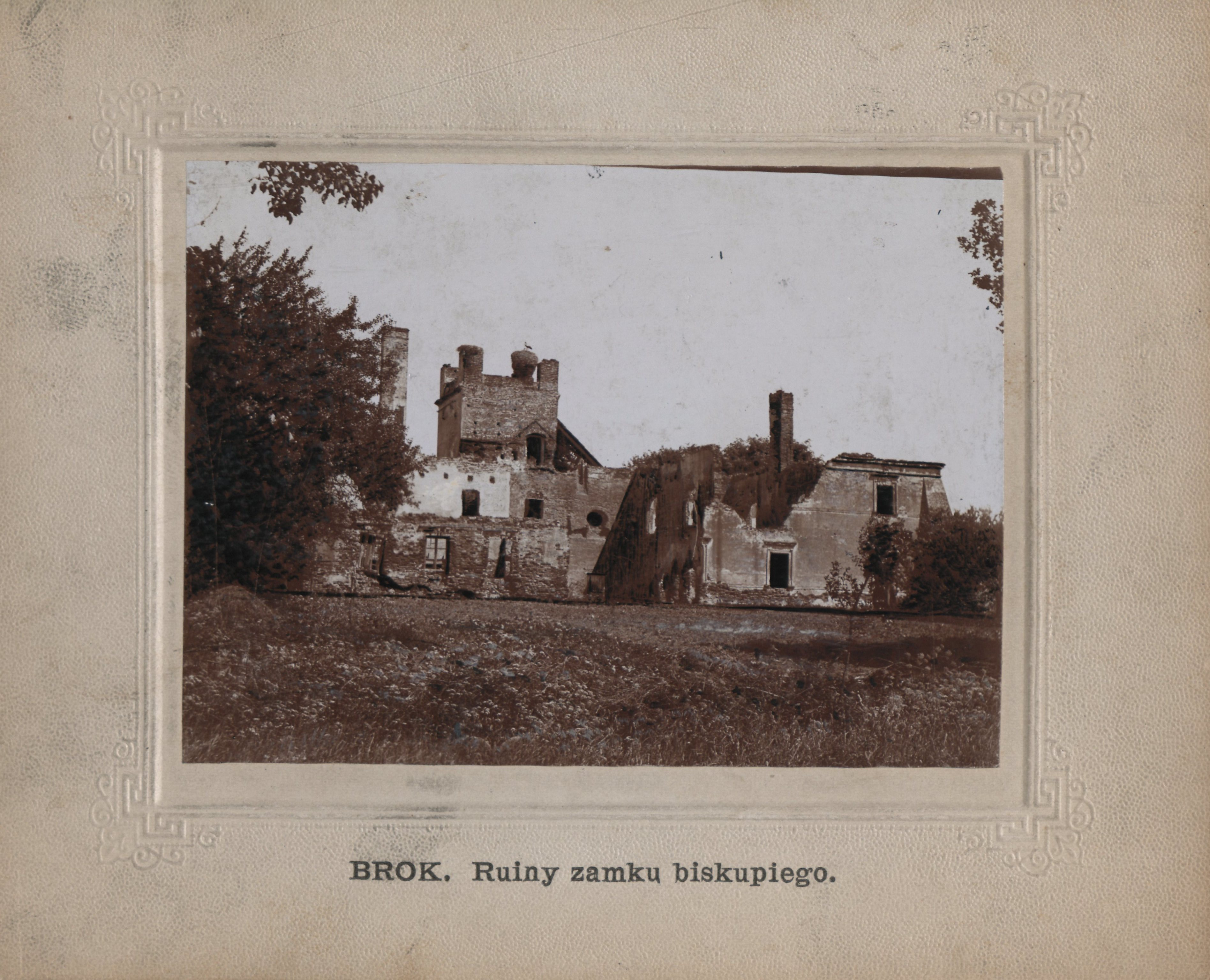
Ruiny przed 1904
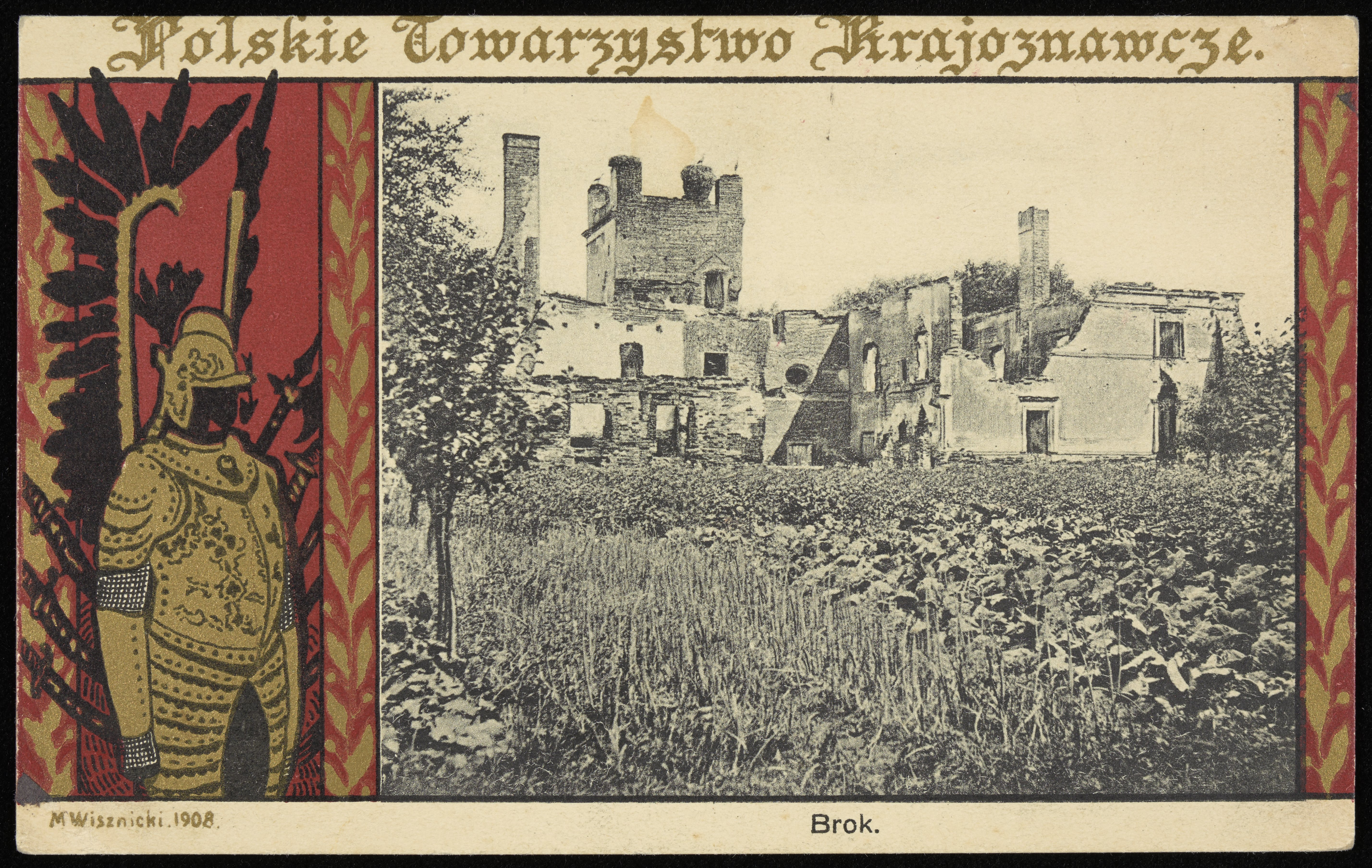
Pocztówka Polskiego Towarzystwa Krajoznawczego
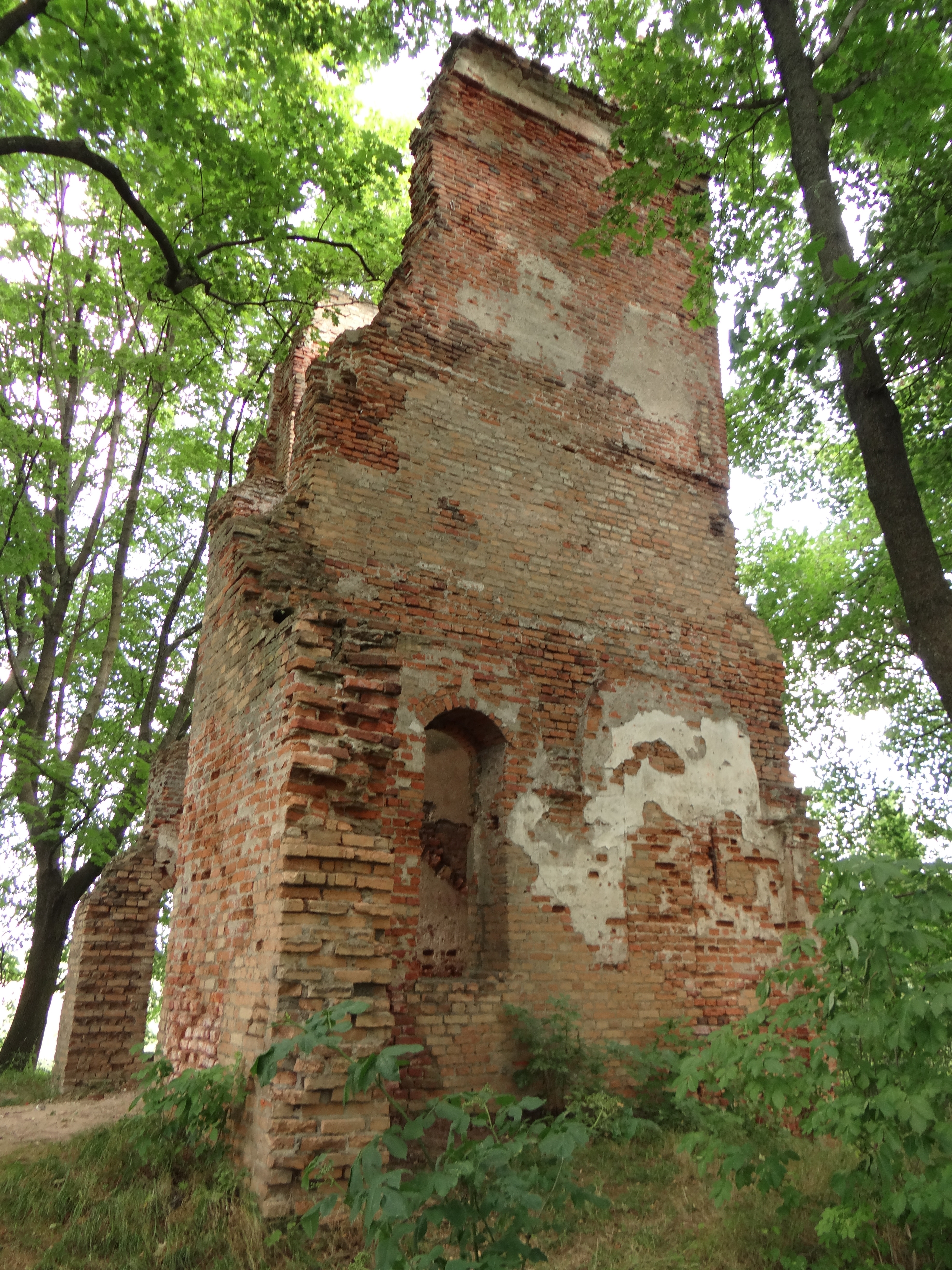
Ruiny wieży od południa
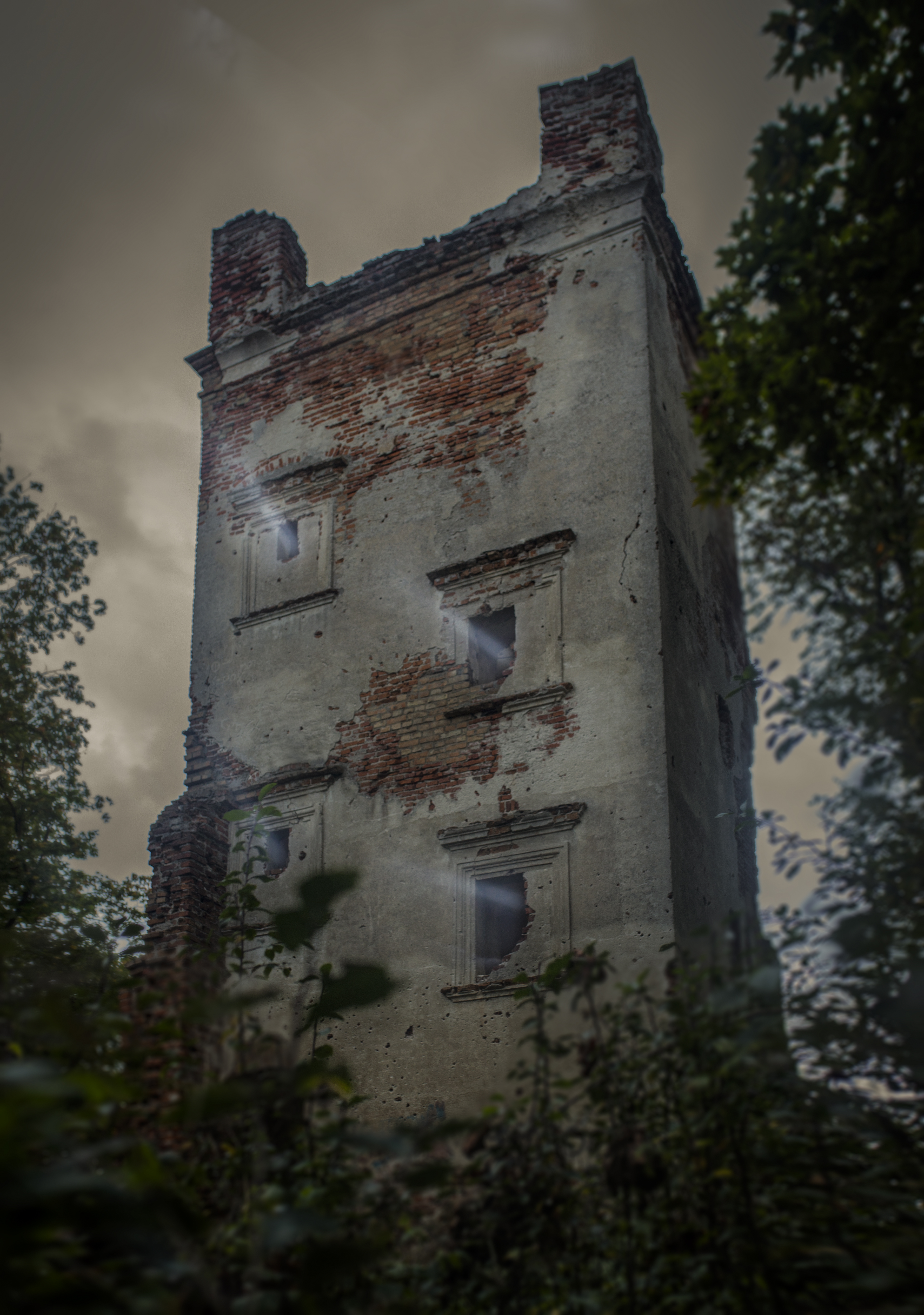
Ruiny wieży od wschodu